# Nedstaal

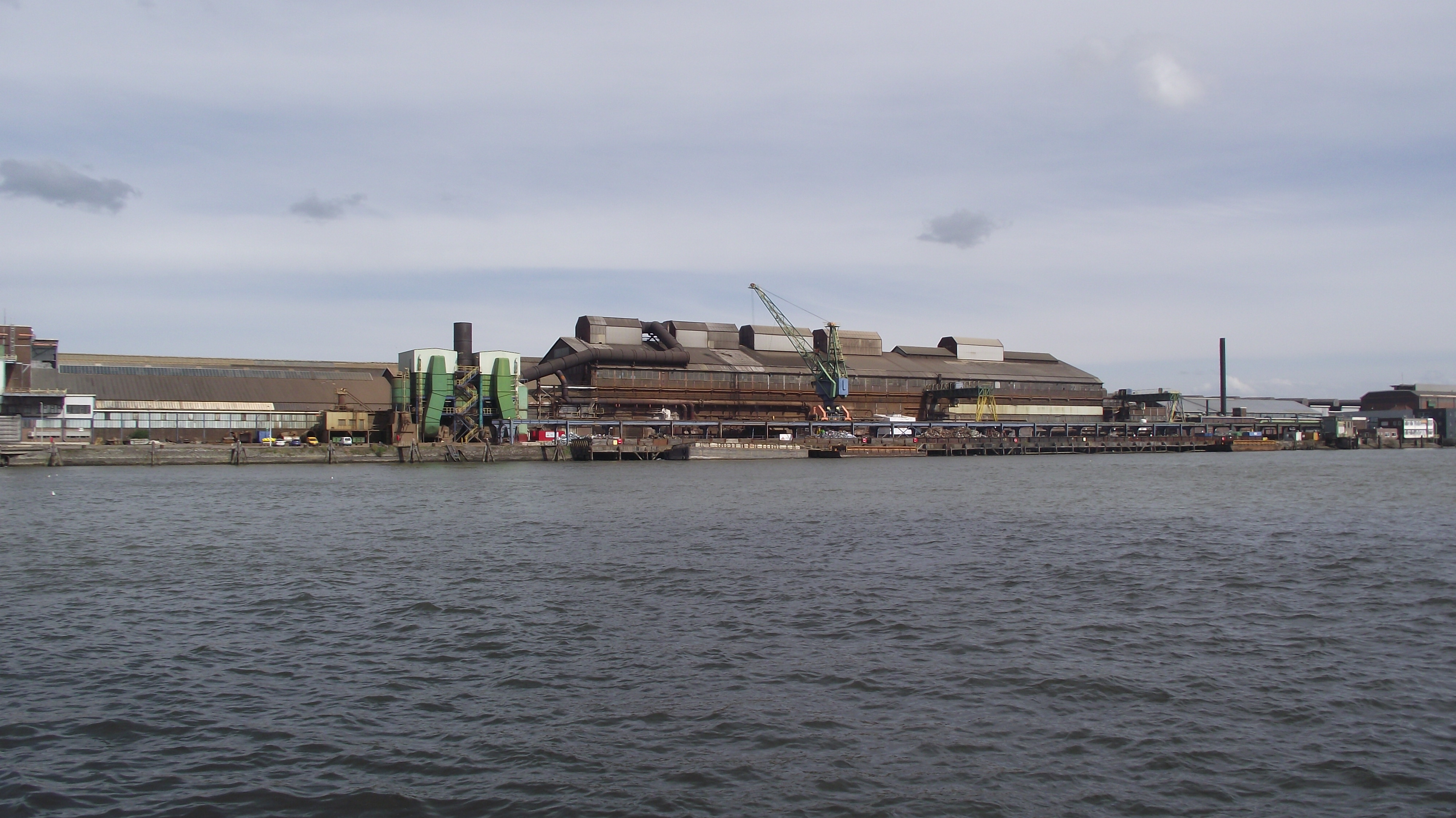
Terrein van Nedstaal gezien vanaf het water

Nedstaal was van 1938 tot 2017 een industrieel bedrijf in de staalsector, gevestigd in Alblasserdam. Nedstaal was een geïntegreerd staalbedrijf. In Nederland waren van twee zulke staalbedrijven, namelijk Nedstaal B.V. en Corus IJmuiden. Nedstaal ging in de jaren 2010 tweemaal failliet en sloot definitief in 2017.

## Activiteiten
Nedstaal gebruikte onder meer kwaliteit schroot en diverse legeringen voor het maken van nieuw staal. Het bedrijf beschikte over twee elektro-ovens die speciaalstaal-legeringen vervaardigen uit schroot onder toevoeging van de voor de betreffende legering vereiste componenten. Het vloeibare staal werd in gietvormen gegoten voor het walsproces of om in deze vorm te worden verkocht. In het walsproces konden diverse vormen en maten gewalst worden.

## Geschiedenis

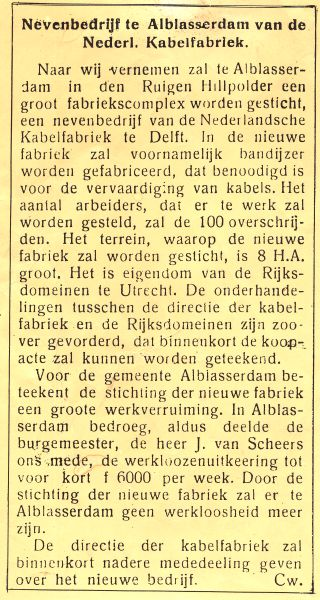
Artikel uit de Merwebode (1937) over de oprichting

Het bedrijf werd in 1938 opgericht als onderdeel van de Nederlandse Kabelfabriek (NKF). Het vervaardigde stalen band en draad voor elektriciteitskabels. Het was een van de weinige bedrijven die het Siemens-Martinovenproces hebben toegepast. Er waren in het bedrijf twee door Maerz ontworpen en door Chamotte Unie gebouwde Siemens-Martin ovens in gebruik. In de jaren 1950 werd op het oxystaalproces overgestapt en werden er twee elektrische vlamboogovens type SSKD-480 van Brown, Boveri & Cie (BBC) geïnstalleerd met een vermogen van 15.000 kVA per stuk.
In 1960 verkocht de familie Von Lindern - eigenaar van Nedstaal en mede-eigenaar NKF - haar aandelen en ondernemingen aan Philips. Nedstaal werd onderdeel van NKF en kreeg de naam NKF-Nedstaal. Philips zag echter al gauw geen perspectief in deze wat branchevreemde activiteiten en verkocht eerst 49% van het eigendom en in 1975 het totale bedtrijfsonderdeel aan ThyssenKrupp. In de periode 1961-1964 werd begonnen met een grote uitbreiding van het terrein. In de Ruigenhilpolder werd terrein ontgonnen om fabriek-II te bouwen. Deze hypermoderne staalwalserij waarvan het gebouw grotendeels door De Vries Robbé en Dillinger Stahlbau Dusseldorf gebouwd werd bestond uit 8 putovens om staal voor te gloeien, een door Schloemann en SMS Siemag ontworpen en door Brown Boveri & Cie volledig geautomatiseerde staalwalserij (straat-3) gebruikmakend van digitale logica, een knuppelwalserij, knuppelslijperij en gecombineerde draad (straat-5) en band (straat-1, gesloten medio 1978) walserij. De blok- en knuppelstraat (BKS) kwam als eerste gereed en was voorzien van 8 oliegestookte (later gas) putovens en een door Demag gebouwde putovenkraan met tang om blokken in en uit de ovens te halen. De blokwals werd geleverd door Schloemann en aangedreven door twee gekoppelde gelijkstroommotoren type 2G3300/24x van Brown Boveri & Cie welke zo'n 10.000pk leverden. De BKS-hal was verder voorzien van twee enorme bovenloopkranen gebouwd door Sanders Enschede en een warmschaar om nog warme knuppels op maat te kunnen knippen. Tevens werd een bestaande korte knuppelwalsstraat overgebracht uit de oude straat-2 en in lijn gebracht met de nieuwe blokwalserij. Deze walsstraat van SMS uit 1958 bestond uit zes walsen (K1 tot en met K6) en werd aangedreven met een 4400kW zware sleepringankermotor van Garbe Lahmeyer. In 1964 kwamen de installaties gereed en in 1965 was de fabriek in vol bedrijf. 

## In zwaar weer
Mede als gevolg van de zware crisis in de staalindustrie besloot Thyssen in 1993 de langstaal-activiteiten, waaronder Nedstaal, af te stoten. Ondertussen stapelden de schulden zich op en ging de personeelsbezetting terug van 950 naar 650. Thyssen kwam eind 1996 tot een akkoord met Aicher maar omdat dit staalbedrijf niet alle activiteiten wilde voortzetten ging de deal niet door. In 1998 werd het bedrijf weer zelfstandig na een managementbuy-out door Glimmerveen en de H2 Investment Group. In 1999 kwam een samenwerking met het Zweedse Fundia AB tot stand, dat op zijn beurt weer onderdeel werd van het Finse staalbedrijf Rautaruukki. Nedstaal werd in 1999 opgedeeld in twee aparte besloten vennootschappen, Fundia Nedstaal (later Ovako) en Nedstaal B.V. In 2011 werd de naam Ovako veranderd in FNSteel.
Nedstaal B.V. vierde in 2008 zijn 70-jarige bestaan en tevens zijn 10-jarig jublieum als zelfstandige onderneming. Er werkten toen 280 werknemers en het bedrijf behaalde een omzet van bijna 100 miljoen euro. Het produceerde toen vooral blokgegoten staal voor de smeedmarkt en staal voor het maken van kogellagers voor de auto-industrie. Nedstaal leed sinds het begin van de kredietcrisis in 2009 verlies vanwege de afgenomen vraag en concurrentie van Chinese en Koreaanse branchegenoten.
Nedstaal werd op 17 oktober 2014 door de rechtbank in Rotterdam failliet verklaard. Het bedrijf had de week daarvoor uitstel van betaling gekregen, omdat het zijn schuldeisers niet meer kon betalen. Eind oktober 2014 meldden de curatoren dat er een koper voor het bedrijf was gevonden. Andus Groep was de enige die het hele bedrijf wilde overnemen, van de 280 Nedstaal-werknemers konden er ongeveer 200 blijven. Andus is een Nederlands bedrijf met activiteiten in onder meer de staal-, olie- en gasindustrie en scheepvaart. In november 2016 werd bekend dat de fabriek van Nedstaal alsnog zou worden gesloten. Op 15 december 2016 om 11:00 in de ochtend vond de laatste afsteek plaats, een staalcharge uit de G-oven. Vlak hierna werden de vlamboogovens definitief uitgeschakeld. Op 31 januari 2017 werd Nedstaal wederom failliet verklaard. In april 2017 begon een Duitse firma met de demontage van de installaties. Van begin 2019 tot 2020 was Lek Sloopwerken bezig met de megaklus: de sloop van de fabrieksgebouwen. ondertussen werden gegadigden gevonden om het vrijkomend terrein een nieuwe invulling te geven. Eind 2022 kreeg Lek Sloopwerken ook de opdracht om de hallen van de staalgieterijen te slopen, nadat deze van asbest waren gesaneerd.

## Terrein
Het terrein waar Nedstaal was gehuisvest ligt aan de rivier de Noord en is eigendom van Ruigenhil Vastgoed B.V. in Alblasserdam Op dit bedrijventerrein is ook FNsteel (voorheen Ovako Wire) gehuisvest. FNsteel heeft een koudbewerkingsafdeling, walsafdeling, een zeehaven en diverse magazijnen op dit terrein. Het terrein beschikte over een eigen 50kV-hoogspanningsaansluiting waarbij de stroom uit het onderstation AWW3 betrokken werd.

## Bedrijfsbrandweer
Nedstaal beschikte over een eigen bedrijfsbrandweer. Dit brandweerkorps werd gevormd door werknemers van Nedstaal en FNsteel. Het korps beschikte over een autospuit, een manschappenvoertuig en een eigen brandweerkazerne.